# Шеклтон, Лидия
Лидия Шеклтон (англ. Lydia Shackleton; 22 ноября 1828, Баллитор — 10 ноября 1914, Ратгар) — ирландская художница, мастер ботанической иллюстрации. Создала зарисовки около тысячи видов орхидей из коллекции ботанического сада в Гласневине.

## Биография и творчество
Лидия Шеклтон родилась 22 ноября 1828 года в Баллиторе. Она была третьей из тринадцати детей Джорджа Шеклтона, мельника, и его жены Ханны, урождённой Фишер. Род Шеклтонов издавна жил в Баллиторе, квакерском поселении, и родители Лидии также были квакерами. Девочке с ранних лет приходилось заботиться о младших членах семьи, и у неё оставалось мало времени на любимые занятия — чтение, рисование и садоводство. Девочка посещала квакерскую школу в родном городе, а затем продолжила обучение в Дублине, в Королевской школе искусств. Затем Лидия поселилась в Лукане и открыла собственную школу, где учились в том числе её собственные племянники и племянницы.
Когда Лидии было 56 лет, она начала работать ботаническим иллюстратором в Королевском ботаническом саду (ныне Национальный ботанический сад Ирландии) в Гласневине. Директор сада, Фредерик Мур, особенно интересовался орхидеями и постоянно заботился о пополнении коллекции. Он поручил Лидии сделать зарисовки разнообразных орхидей, чтобы в дальнейшем её рисунками могли пользоваться ботаники для определения видов.
Лидия Шеклтон создавала фотографически точные изображения орхидей в натуральную величину. В общей сложности она зарисовала, с 1884 по 1907 год, более тысячи разных видов (такой коллекцией орхидей, какая была в Гласневине, не могли похвастаться даже Королевские ботанические сады Кью. Она также рисовала морозники, лахеналии, пионы и хищные растения. Позднее она получила заказ на серию иллюстраций дикорастущей флоры Ирландии для Национального музея Британии. По всей видимости, они использовались как пособие во время лекций по ботанике, которые читались для садоводов.
Лидия Шеклтон работала в ботаническом саду более двадцати лет. В конце концов её зрение ухудшилось настолько, что она уже не могла рисовать, и её дело продолжила другая художница, Элис Джейкоб. Художница умерла в Ратгаре 10 ноября 1914 года.

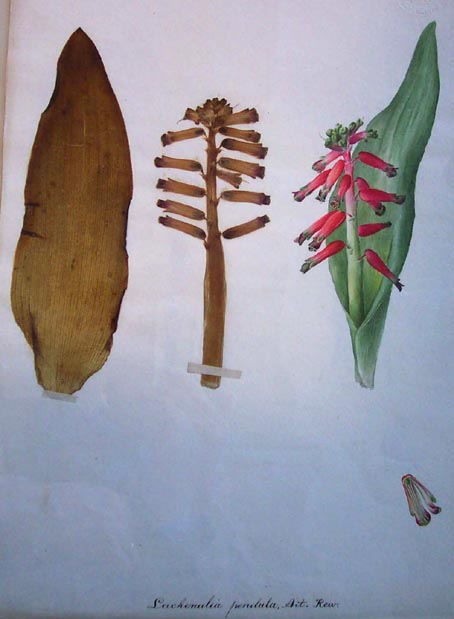
Lachenalia pendula. Засушенный образец (слева) и рисунок
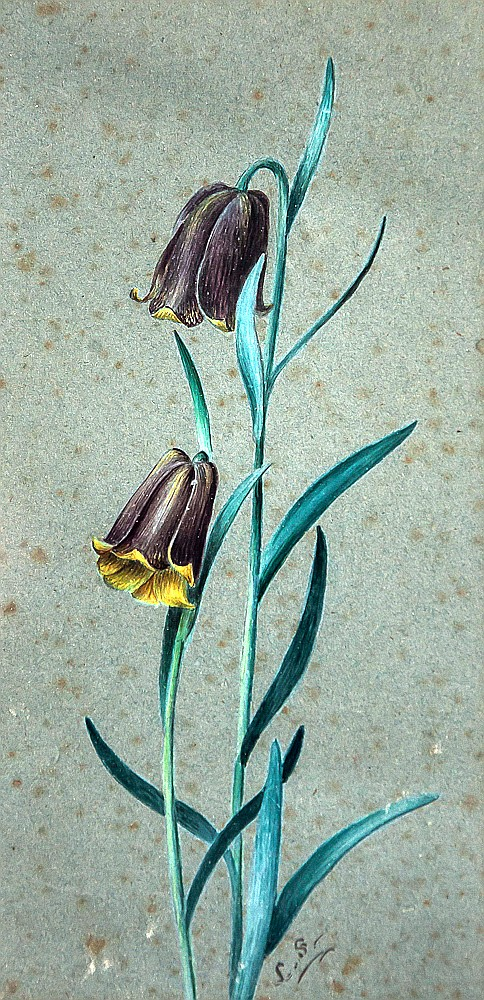
Fritillaria pyrenaica
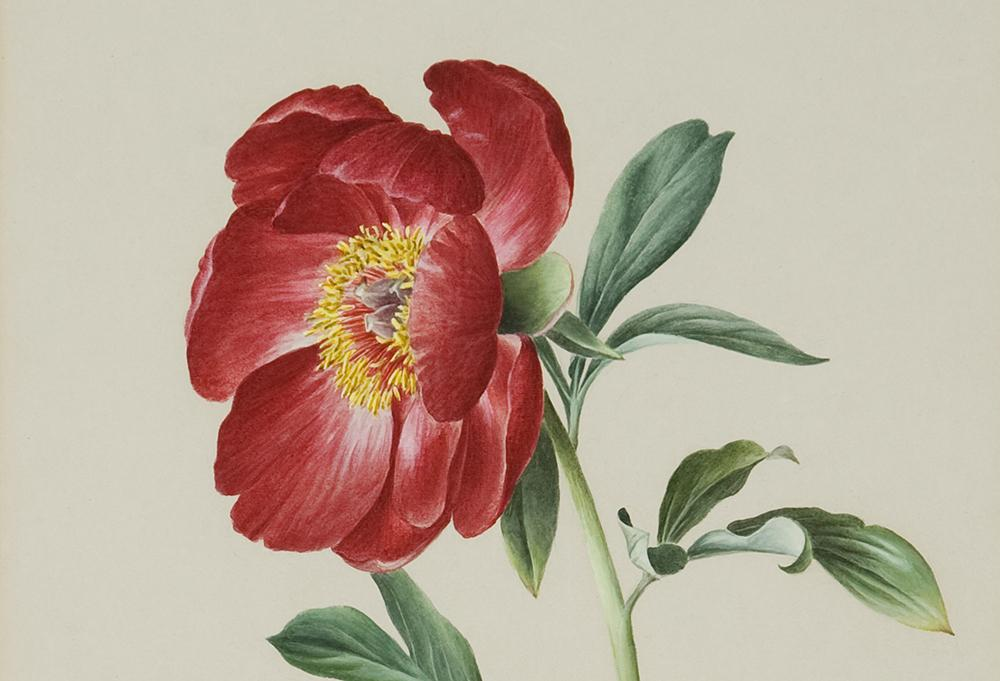
Paeonia officinalis
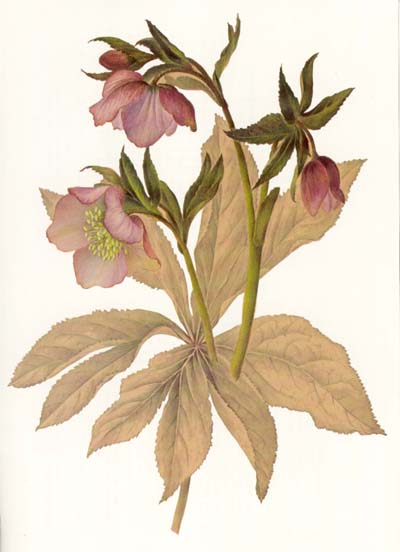
Морозник. Рисунок гуашью и акварелью